# Leptoiulus transsylvanicus
Leptoiulus transsylvanicus är en mångfotingart som först beskrevs av Daday 1889.  Leptoiulus transsylvanicus ingår i släktet Leptoiulus och familjen kejsardubbelfotingar. Inga underarter finns listade i Catalogue of Life.